# Котляров Прокіп Степанович
Котляров Прокіп Степанович (*1797, Вороніж, — †21 грудня 1856, Грузьке) — український культурний діяч, письменник, поет і драматург.

## Біографія
У 1812—1835 перебував на військовій службі, з 1835 постійно жив у Грузькому.
Автор п'єси «Любка, или Сватанье в с. Рихмах» (1835—1836), віршів.
За життя Прокопа Степановича його твори не друкувалися.
П'єсу ставили аматорські гуртки на Чернігівщині; вперше опублікована без підпису автора в «Киевской старине» (1900) за списком М. К. Чалого. Створена в річищі традицій Івана Котляревського, п'єса дещо нагадує «Наталку Полтавку». У «Любці…» відтворено образи багатого козака і сільського дяка, непривабливій моралі яких протистоять добрі душею, чесні трудівники.

## Твори
- Любка, или Сватанье в с. Рихмах. В кн.: Українська драматургія першої половини XIX століття. К., 1958.